# Sistema circulatori

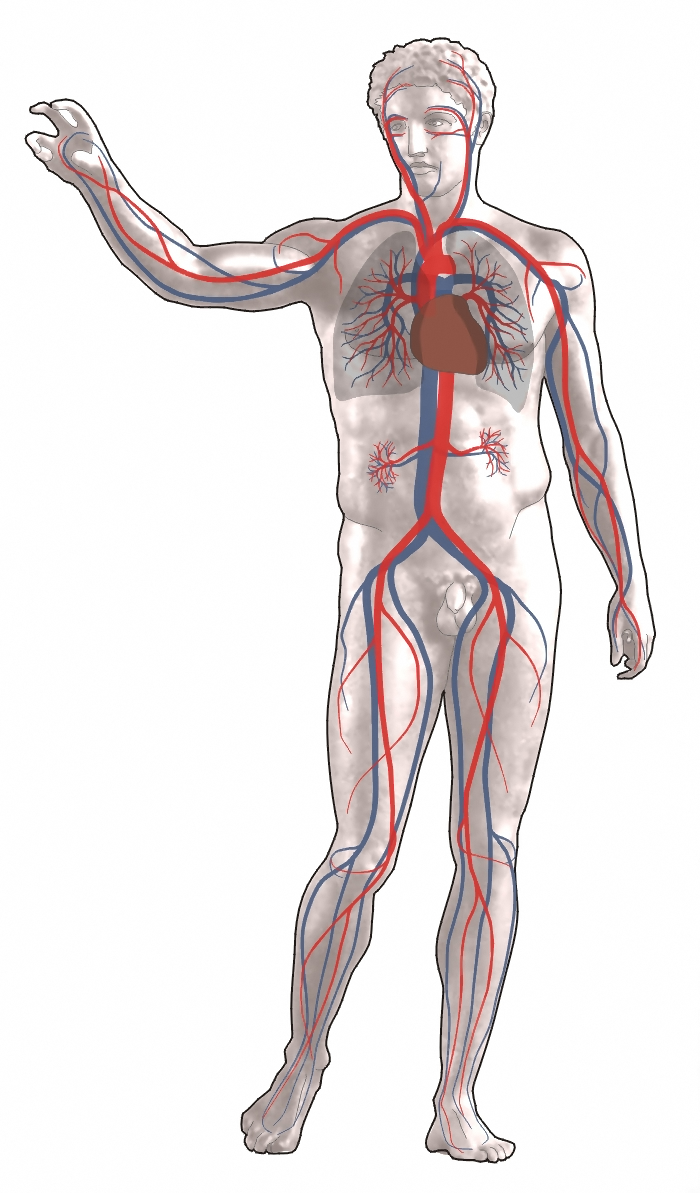
Representació esquemàtica del sistema circulatori sanguini humà. El color vermell indica la sang oxigenada i el blau indica la desoxigenada.

El sistema circulatori és l'encarregat de transportar la sang des del cor fins a totes les diferents parts del cos. És el conjunt d'òrgans i teixits format pel sistema cardiovascular, encarregat de la distribució de la sang, i pel sistema limfàtic, encarregat de fer circular la sang per l'interior de l'organisme. En general, tots els vertebrats disposen de sistemes circulatoris molt semblants, així els insectes i altres animals. La presència d'un sistema circulatori és inherent als animals grossos, que requereixen aportar oxigen i nutrients a totes les cèl·lules de l'organisme. En els animals grossos la difusió passiva des del medi exterior fins a les parts més internes resulta insuficient per cobrir les necessitats metabòliques.
S'encarrega de transportar els nutrients i l'oxigen a totes les cèl·lules del cos i rebre substàncies nocives d'origen metabòlic i transportar-les als òrgans d'excreció. També és la via per on circulen les hormones i participa en importants funcions de defensa immunitària i homeostàtica.
La circulació sanguínia en els mamífers es fa amb dos circuits: el pulmonar o menor que porta la sang des del ventricle dret del cor cap als pulmons, on s'oxigena i la retorna a l'aurícula esquerra, i el general o major que porta sang oxigenada des del ventricle esquerre del cor a la resta d'òrgans del cos i retorna aquesta sang, ja desoxigenada, al cor. Està completament separada la sang rica en oxigen de la sang rica en diòxid de carboni.
El sistema limfàtic es distingeix del sanguini pel fet que els seus vasos van des dels teixits cap al cor. Transporta la limfa, que és semblant al líquid intersticial i al plasma sanguini, encara que amb menys proteïnes i cap glòbul vermell.
Principals òrgans de l'aparell circulatori
- Cor: que actua com a bomba propulsora amb vàlvules per fer un corrent unidireccional.
- Vasos sanguinis:
  - Artèria (surt des del cor, té vàlvules sigmoidees)
  - Vena (entra cap al cor)
  - Capil·lar (vas molt fi on hi ha el canvi cel·lular)

Diagrama simplificat del sistema circulatori humà en la vista anterior

- Vasos limfàtics
- Ganglis limfàtics

## Circulació pulmonar
La circulació pulmonar és la part del sistema cardiovascular que transporta sang pobra en oxigen del cor cap als pulmons, i retorna sang oxigenada al cor.
La sang pobra en oxigen provinent de la vena cava penetra a l'aurícula dreta del cor i flueix per la vàlvula tricúspide fins al ventricle dret, on és bombada per la vàlvula semilunar pulmonar vers les artèries pulmonars que es dirigeixen als pulmons. Les venes pulmonars porten la sang, ara rica en oxigen, al cor, on entra a l'aurícula esquerra abans de fluir per la vàlvula mitral fins al ventricle esquerre. Des d'allí, la sang rica en oxigen és bombada a l'exterior via l'aorta cap a la resta del cos.

## Circulació sistèmica
La circulació sistèmica és la part del sistema circulatori que transporta sang oxigenada del cor cap a la resta del cos i retorna sang pobra en oxigen al cor. La circulació sistèmica és, en termes de distància, molt més llarga que la pulmonar, ja que transporta sang a totes les parts del cos llevat dels pulmons.

## Circulació coronària
El sistema circulatori coronari subministra sang al cor. Com que proporciona sang oxigenada al cos, per definició forma part del sistema circulatori sistèmic.

## Cor
El cor bomba sang oxigenada al cos i sang desoxigenada als pulmons. Al cor humà hi ha una aurícula i un ventricle per cada circulació, i amb la suma de la circulació pulmonar i la sistèmica hi ha quatre cambres en total: l'aurícula esquerra, el ventricle esquerre, l'aurícula dreta i el ventricle dret. L'aurícula dreta és la cambra superior del costat dret. La sang que retorna a l'aurícula dreta està desoxigenada (és pobra en oxigen) i passa al ventricle dret per ser bombada per l'artèria pulmonar cap als pulmons, on serà reoxigenada i se li traurà el diòxid de carboni. L'aurícula esquerra rep sang reoxigenada dels pulmons, així com la vena pulmonar, que passa pel potent ventricle esquerre per ser bombada per l'aorta cap als diferents teixits del cos.

## Sistema circulatori tancat
El sistema cardiovascular dels éssers humans és tancat, és a dir, la sang mai no abandona la xarxa de vasos sanguinis. En canvi, l'oxigen i els nutrients es difonen a través de les capes dels vasos sanguinis i penetren al fluid intersticial, que porta oxigen i nutrients a les cèl·lules objectiu, i porta diòxid de carboni i residus en la direcció inversa. L'altre component del sistema circulatori, el sistema limfàtic, no és tancat.
El cor és un òrgan buit, contràctil, té forma cònica, del volum d'un puny en els éssers humans i de parets musculoses.
Es troba a la cavitat toràcica, sota l'estèrnum, en una cavitat entre els 2 pulmons anomenada MEDIASI.

## Altres animals
En la majoria d'invertebrats el sistema circulatori consta d'una sèrie de vasos contràctils, un dels quals, nomenat dorsal, actua com a òrgan impel·lent de la sang; el conjunt no forma un sistema tancat, sinó que els vasos van a parar a llacunes, en les quals banyen els òrgans. Només els anèl·lids (per exemple, els cucs de terra) i els cefalòpodes (sèpies i pops), dins els invertebrats, tenen un aparell circulatori tancat, amb un vas dorsal per on la sang circula cap endavant i un de ventral per on circula cap endarrere; ambdós vasos són reunits per vasos transversals.
Els insectes, onicòfors i anèl·lids primitius presenten un primitiu aparell vascular, anomenat hemocel, compost essencialment de llacunes que es comuniquen les unes amb les altres i per les quals circula la hemolinfa, aquesta és comparada amb la sang, no obstant i això, difereix bastant d'aquesta, puix que les seves funcions principals són l'emmagatzematge i el transport d'aigua i de substàncies nutritives per tot el cos, la destrucció de cèl·lules estranyes i la de servir de vehicle dels productes de rebuig fins als tubs de Malpighi, on són absorbits. L'hemolinfa careix d'hemoglobina i, per tant, ni transporta oxigen ni intervé pràcticament en el sistema respiratori; per la manca d'hemoglobina li dona l'aspecte verdós o groguenc característic en els insectes.
El sistema circulatori de tots els vertebrats són tancats, com en els éssers humans. Tanmateix, el sistema dels peixos, amfibis, rèptils i ocells representen diferents estadis de l'evolució del sistema circulatori.

## Aparell circulatori obert
L'aparell circulatori obert és característic dels artròpodes i del mol·luscos no cefalòpodes. El líquid (hidrolimfa) que es mou pels vasos s'aboca al llaumen i als espais intercel·lulars (hemocel) i posteriorment torna al circuit.

## Història del seu descobriment
La relació entre l'hemorràgia i la mort ha estat probablement identificada molt d'hora en la història de la humanitat. Els egipcis havien identificat la sang com a font de vida i la seu de l'ànima.
Disseccions realitzades a partir d'animals sacrificats realitzades pels metges grecs de Cos, al segle v aC, seguidors de la tradició d'Hipòcrates, van induir a errors de representació. Com ara que cregueren que les artèries portaven aire perquè estaven buides de líquid, o que com el fetge i la melsa estaven banyades en sang, consideraren que aquests dos òrgans eren elements importants del seu transport. Heròfil de Calcedònia, metge d'Alexandria durant el segle iv aC, descrigué per primera vegada la palpació dels polsos. Va ser en Erasístrat de Keos (320-250 aC) ede qui es té notícia que va fer la primera descripció de les vàlvules venoses.
Galè (131-201) va fer una descripció detallada de la xarxa de venes i artèries a partir de la dissecció de porcs, però interpretà erròniament el paper dels òrgans. Segons ell, la sang es crea al fetge a partir dels aliments, i després viatja a través de les venes i va, per una banda, als pulmons per barrejar-se amb l'aire, i de l'altra va des del ventricle dret al ventricle esquerre a través de la porositat de la paret, des d'on es redistribueix la calor pel cos. Quan arriba a les extremitats, la sang es fa servir i apareix en forma de suor.
Els metges musulmans traduïren tractats de medicina després d'envair el país al segle vii; entre ells, hi havia el tractat sobre la circulació de Galè, que traduí Averrois. A partir del segle x, apareixen descrites diverses malalties cardiovasculars, com la trombosi i el col·lapse, estudiats per Avicenna, o la pericarditis que descrigué Avenzoar. Ibn an-Nafís, el 1242, va ser el primer a descriure la circulació pulmonar (la circulació menor) i l'enriquiment amb aire de la sang que es realitza els pulmons. El treball d'Ibn an-Nafís va ser desconegut fins a l'any 1924 quan Al Taouis, un metge egipci, va trobar la traducció d'André Alpages a la Biblioteca Nacional de Berlín.
Al segle xvi, l'aragonès Miguel Servet va descriure la circulació pulmonar. Se suposa que coneixia el treball d'Ibn an-Nafís a través de la traducció d'André Alpages. L'italià Realdo Colombo va ser el primer a descriure completament la circulació pulmonar.
Va ser Andrea Cesalpino (1519-1603) el que va utilitzar per primer cop el terme "circulació" i atribuí la funció central al cor, quan fins aquell moment es pensava que el fetge era el que generava el moviment. William Harvey (1578-1657), alumne d'Acquapendente Fabrice (1537-1619), que en el seu llibre Exercitatio Anatòmica de Motu Cordis et sanguinis en animalibus (1628) realitzà la primera descripció del sistema circulatori. En ell descriu la direcció i la funció exacta de les vàlvules venoses, i estableix que la quantitat de líquid és molt important, de diversos litres per minut. El 1661, Marcello Malpighi, amb un microscopi, va identificar per primera vegada els capil·lars.
El 1956, André Frédéric Cournand, Werner Forssmann i Dickinson W. Richards van ser guardonats amb el Premi Nobel de Medicina "pels seus descobriments sobre el cateterisme cardíac i els canvis patològics en el sistema circulatori". En la seva conferència sobre Nobel, Forssmann acredita William Harvey com el precursor de la cardiologia amb la publicació del seu llibre el 1628.
Als anys setanta, Diana McSherry va desenvolupar sistemes basats en ordinador per crear imatges del sistema circulatori i del cor sense necessitat de cirurgia.

## Malalties cardiovasculars
Les malalties cardiovasculars són la classe de malalties que afecten el cor o els vasos sanguinis (artèries i venes). Encara que el terme tècnicament es refereix a qualsevol malaltia que afecta el sistema cardiovascular (com els utilitzats en el vocabulari), és generalment utilitzat per referir-se als relacionats amb l'arterioesclerosi (malaltia arterial). Les malalties que afecten l'aparell cardiovascular representen la primera causa de mortalitat al món occidental, fins al punt que s'estima que aquestes esdevindran una pandèmia arreu del món cap a l'any 2030. A Catalunya l'any 2007 varen causar 17.745 morts (8.135 homes i 9.610 dones), fet que suposa el 29,9% de totes les defuncions (26,6% en homes i 33,4% en dones), amb una taxa bruta de mortalitat per cada 100.000 habitants de 229 en homes i 265 en dones.

### Factors de risc

#### Factors no modificables
- Herència: Els progenitors tenen o han tingut malalties cardiovasculars
- Sexe Masculí : Els homes presenten un risc més elevat que les dones i aquestes els afecten abans en el temps. Després de la menopausa el risc augmenta en les dones, tot i que aquest sempre és menor que en els homes.
- Edat: 4 de cada cinc pacients que moren de malaltia cardiovascular són majors de 65 anys

#### Estil de vida
- Tabaquisme: els fumadors presenten el doble de risc respecte als no fumadors. davant d'un atac de cor els fumadors tenen més risc de mort sobtada en l'hora posterior a declarar-se aquest que els no fumadors.
- Hipercolesterolèmia: el risc s'incrementa si augmenta el nivell de colesterol en sang.
- Hipertensió arterial: augmenta la càrrega de treball que ha de suportar el cor, augmentant el risc d'accident vascular encefàlic, atac de cor, etc.
- Inactivitat física : el sedentarisme és un factor de risc. L'activitat física, principalment l'aeròbica, regular pren molta rellevància en la prevenció.
- Diabetis mellitus: incrementa el risc de patir una malaltia cardiovascular. El 80% dels pacients de diabetis poden patir una malaltia d'aquest tipus.
- Obesitat: predisposa a les malalties cardiovasculars. Com en la hipertensió el sobrepès augmenta el treball que ha de realitzar el cor, així mateix aquest sol estar relacionat amb un nivell alt de colesterol i és un factor força negatiu per pacients amb diabetis.
- Estrès: la relació entre estrès i malaltia cardiovascular és reconeguda, possiblement perquè aquest s'interrelaciona amb altres factors de risc.

### Malalties coronàries

#### Angina de pit i infart agut de miocardi (IAM)
Síndromes ocasionats per una disminució de la sang aportada al cor i la consegüent manca d'aportació d'oxigen. Quan és temporal i no provoca necrosi (mort de les cèl·lules) de la zona afectada s'anomena angina de pit. Si és permanent i provoca necrosi s'anomena infart agut de miocardi.
L'infart agut de miocardi es dona quant les artèries coronàries s'obstrueixen, el miocardi no pot produir l'energia suficient per a moure's i les cèl·lules que no reben oxigen es moren. Amb força freqüència, després de patir un infart agut, apareixen arrítmies ventriculars o bloqueigs en el cor, apareixent una insuficiència cardíaca. També es pot produir un defecte en el tancament de la vàlvula mitral, donant-se una insuficiència cardíaca amb congestió pulmonar. Per sort, els avenços mèdics permeten controlar molts d'aquests defectes mitjançant l'ús del desfibril·lador extern automàtic i marcapassos.

#### Cardiopatia isquèmica
La cardiopatia isquèmica és la malaltia ocasionada per l'arterioesclerosi de les artèries coronàries. L'arterioesclerosi coronària és un procés lent de formació de col·lagen i acumulació de lípids i limfòcits que provoquen l'estrenyiment (estenosi) de les artèries coronàries.

#### Insuficiència cardíaca
La insuficiència cardíaca es produeix quan hi ha un desequilibri entre la capacitat del cor per a bombar sang i les necessitats de l'organisme. El cor no és capaç de bombar la sang suficient. S'estima que prop de 23 milions de persones en el món pateixen aquesta malaltia, sent la principal causa d'hospitalització a Occident, especialment en majors de 65 anys

#### Miocardiopatia
Les miocardiopaties són malalties específiques del múscul cardíac. Aquest pot fallar per: una contracció deficient que no permet al cor buidar-se adequadament. Una mala relaxació que no permet al cor omplir-se adequadament o ambdues a l'hora, fet que no permet al cor bombar la quantitat adequada de sang. Les més freqüents són: la miocardiopatia dilatada, miocardiopatia hipertròfica i la miocardiopatia restrictiva.

#### Valvulopatia
Les valvulopaties són les malalties pròpies de les vàlvules del cor. La funció de les vàlvules del cor és obrir-se i tancar-se correctament durant el cicle cardíac. Això permet el pas de la sang d'una cavitat a una altra i que pugui avançar sense retrocedir. Les vàlvules poden espatllar per infeccions, per traumatismes, per envelliment, etc. Fa anys la causa fonamental era la febre reumàtica, una malaltia infreqüent ara en els països desenvolupats. Com a conseqüència de l'augment de l'esperança de vida, han aparegut altres formes de valvulopatia. La més freqüent és la valvulopatia degenerativa en pacients ancians, que consisteix en l'envelliment, enduriment i calcificació de les vàlvules, la qual cosa limita la seva mobilitat i afecta el seu funcionament.

#### Arrítmies
Una arrítmia és una alteració del ritme cardíac. apareixen per algun d'aquests tres motius: Un dels mecanismes elèctrics falla per manca de generació de l'impuls elèctric; L'impuls elèctric s'origina en un lloc erroni; Els camins per a la conducció elèctrica estan alterats.
Hi ha diferents classificacions de les arrítmies:
- Pel seu origen:
  - Supraventriculars: es localitzen per sobre dels ventricles: a les aurícules o al node aurículo-ventricular.
  - Ventriculars: s'originen en els ventricles.
- Per la seva freqüència cardíaca
  - Ràpida o taquicàrdia: freqüència superior als 100 batecs per minut.
  - Lenta o bradicàrdia: freqüència per sota dels 60 batecs per minut.
- Per la seva causa
  - Fisiològiques: originades per una alteració orgànica o d'un altre nivell (anèmia, taquicàrdia en l'exercici, bradicàrdia sinusal produïda en l'entrenament esportiu, etc.).
  - Patològiques: no atribuïbles a cap causa secundària.
- Per la seva repetició
  - Cròniques: de caràcter permanent.
  - Paroxística: es presenten en ocasions puntuals.

#### Cardiopatia congènita
Les cardiopaties congènites són malformacions estructurals del cor i dels grans vasos que estan presents en el moment de néixer. La seva incidència global és de 8 per cada 1.000 nadons. Hi ha més de 50 tipus diferents de lesions congènites. Sovint, pot presentar-se una combinació de diverses cardiopaties congènites en un mateix nen, però la gravetat del cas no ve definida necessàriament pel nombre de lesions associades. A Espanya neixen anualment 5.000 nens amb algun tipus de cardiopatia congènita. La majoria dels casos són malalties lleus que desapareixen amb el temps.

## Malalties vasculars
Les malalties vasculars afecten els vasos del sistema circulatori (venes i arteries). Com ja hem indicat les malalties de l'aparell circulatori constitueixen la primera causa de mort en moltes regions del món. Entre les malalties de l'aparell circulatori, la malaltia cerebro-vascular i la malaltia isquèmica del cor són la primera i la segona causa de mort, respectivament, en ambdós sexes a Catalunya. Malgrat l'espectacularitat de l'infart i que sembla que aquest és l'accident vascular més temut, la incidència és més gran en l'accident vascular cerebral. L'any 1996 les malalties de l'aparell circulatori suposaven el 24,7% i eren la primera causa d'internament de llarga durada, junt amb la malaltia cerebro-vascular que suposava el 17,8%. Per diagnòstics, els de malalties vasculars cerebrals suposaven el 32,3%, essent el 39,1% de demències, moltes d'elles d'origen vascular per deteriorament intel·lectual i cognitiu produït per insuficiència vascular cerebral crònica. L'estudi recent més proper al respecte que tenim a l'abast és el de la Comunitat d'Astúries, segons el qual les arteriopaties perifèriques afecten clínicament a l'1% de la població menor de 50 anys i al 5% de la més gran d'aquesta edat i la pateixen 1 de cada 10 homes majors de 70 anys. De l'estudi elaborat per l'Organització Mundial de la Salut i per l'Escola de Salut Pública de Harvard se'n desprèn, d'altra banda, que els infarts de miocardi, considerats fins fa poc com una malaltia derivada de l'abundància, s'han convertit en la primera causa de mort a la majoria de països pobres. Els infarts cerebrals també s'han estès a aquests països.
La Sida, una de les màximes prioritats de la salut pública, mata molt menys (312.000 persones arreu del món durant l'any 1990) que els accidents vasculars cerebrals (4.381.000 persones durant el mateix any).

### Accident vascular cerebral
L'accident vascular cerebral (AVC), popularment anomenat un atac de feridura o ictus cerebral, és un episodi agut d'afectació de la circulació cerebral; es produeix una lesió irreversible en un territori cerebral a causa de la pèrdua de flux sanguini al cervell, produint una sèrie de símptomes i/o signes variables en funció de l'àrea cerebral afectada.

### Aneurisma cerebral
L'aneurisma cerebral (també conegut com a aneurisma intracranial o intracerebral) és un punt feble o fi en un vas sanguini cerebral que sobresurt com un baló i s'ompli de sang. L'aneurisma sortint pot pressionar algun nervi o teixit cerebral circumdant. Els vasos poden arribar a trencar-se, vessant sang en el teixit circumdant (hemorràgia). Alguns aneurismes cerebrals, particularment els que són molt petits, no sagnen o causen altres problemes. Els aneurismes cerebrals poden produir-se en qualsevol lloc del cervell, però la majoria està situada al costat del bucle d'artèries que passen entre la part inferior del cervell i la base del crani.

### Aterotrombosi
L'aterotrombosi és el fenomen patològic pel qual es forma un trombe sobre una lesió arterioescleròtica preexistent. Desenvolupa un paper cabdal en el desenvolupament i evolució de trastorns cardiovasculars que cursen amb isquèmia que afecta la circulació cerebral, coronària o arterial perifèrica.

### Hipertensió arterial
La hipertensió arterial (HTA) és una malaltia crònica consistent en una elevació persistent de la pressió arterial, per sobre de 140/90 mmHg. La hipertensió persistent és un dels factors de risc de: accident vascular cerebral, infart de miocardi, insuficiència cardíaca i aneurisma arterial, i és la principal causa d'insuficiència renal crònica.

### Variu
Les varius són dilatacions permanents de les venes, quasi sempre d'algun dels membres inferiors. Són un signe de malaltia venosa crònica, constituïda per una dilatació de les venes que pertorba la circulació unidireccional de la sang vers el cor, a causa d'una disfunció de les vàlvules que no n'asseguren l'antireflux. Normalment no solen comportar serioses complicacions, però poden produir dolor i picor, a més del deteriorament estètic corporal.

### Telangièctasi
La telangièctasi és una dilatació dels vasos sanguinis més petits (arterioles, capil·lars, vènules) a prop de la superfície de la pell i d'altres estructures o òrgans. Normalment les telangièctasis mesuren només uns pocs mil·límetres i es poden presentar arreu del cos, tot i que són més freqüents al nas, les galtes i la barbeta.

## Mètodes de diagnosi
- Electrocardiograma (ECG/EKG) :És una prova senzilla que no produeix cap molèstia i no té cap risc per al pacient. És molt útil per al diagnòstic de diverses afeccions com les arrítmies o l'infart de miocardi.
- Ergometria : Coneguda també com a prova d'esforç, consisteix en la realització d'exercici físic en tapís rodant o bicicleta estàtica per valorar el pronòstic de la malaltia coronària i el seu tractament. És una tècnica de diagnosi fonamental que és útil sobretot per al diagnòstic de l'angina de pit en pacients amb dolor toràcic i per valorar la resposta del cor davant l'exercici.
- Holter : Permet el monitoratge del ritme cardíac al llarg d'un dia complet. El pacient ha de prendre nota de les possibles alteracions que percebi durant aquest temps. El Holter és un dispositiu electrònic de petita grandària que registra i emmagatzema l'electrocardiograma del pacient almenys 24 hores. Sol emprar-se en pacients amb sospita d'arítmia cardíaca o per diagnosticar una isquèmia silent.
- Ecocardiograma : L'ecocardiograma és una prova diagnòstica fonamental perquè ofereix una imatge en moviment del cor. Mitjançant ultrasons, l'ecocardiografia aporta informació sobre la forma, la mida i la força del cor, el moviment i gruix de les seves parets i el funcionament de les seves vàlvules.

Altres proves diagnòstiques són:
| - Medicina nuclear : Al pacient se li injecten en vena uns isòtops radioactius (normalment tal·li) que emeten una feble radiació detectada per una càmera especial. D'aquesta manera es fa un seguiment del tal·li a la sang i s'observa quines zones i en quines condicions no arriba el flux sanguini. - Cateterisme cardíac : És un procediment complex, però de risc molt baix per al pacient. Aporta una sèrie de dades impossibles d'obtenir amb altres proves. Aquesta tècnica aporta informació precisa sobre el funcionament del cor i ofereix dades com els següents, impossibles d'obtenir amb altres proves diagnòstiques: Mesures directes de la pressió en les diferents cavitats del cor. Mesurar la quantitat de sang que bomba. Veure com flueix la sang pels vasos sanguinis i cavitats cardíaques. - Coronariografia : Tècnica que completa al cateterisme cardíac. Gràcies a ella, l'especialista descobreix si hi ha obstruccions o estretors, la seva localització exacta, el nombre d'artèries afectades o la severitat de les lesions. És una prova imprescindible en alguns casos, per exemple, quan els fàrmacs no són suficients per controlar una angina de pit. | * Tomografia computada: La tomografia computada multidetector o multitall (TCMD) és una tècnica no invasiva que permet visualitzar les artèries coronàries i detectar-hi la presència de lesions. - Estudi electrofisiològic: S'aplica anestèsia local a la zona de punció (venes i/o artèries) i s'introdueixen catèters (cables fins, llargs i flexibles) que es dirigeixen al cor per mitjà de raigs X o d'un altre tipus de sistemes de localització que no requereixen radiació. Els catèters serveixen per a registrar l'activitat elèctrica, definir el tipus d'arítmia i on es localitza - Ressonància magnètica cardíaca tècnica d'imatge per a l'estudi no invasiu de la funció i estructura del sistema cardiovascular. Permet obtenir una imatge detallada del cor, incloses les cavitats i les vàlvules. Està indicada per a l'estudi anatòmic i funcional de cardiopaties congènites, l'origen anòmal de les coronàries, estudi de miocardiopaties, estudi de viabilitat miocardíaca, estudis de perfusió i estudis de funció ventricular. |